# رادک یهن
رادِک یُهن (چکی: Radek John؛ زادهٔ ۶ دسامبر ۱۹۵۴) روزنامه‌نگار، نویسنده، فیلمنامه‌نویس و سیاستمدار اهل کشور جمهوری چک است که از سال ۲۰۱۰ تا ۲۰۱۱ به عنوان وزیر کشور و از سال ۲۰۰۹ تا ۲۰۱۳ به عنوان رهبر حزب روابط عمومی خدمت کرد. رمان «یادگاری» او اولین کتابی است که به بررسی معضل مواد مخدر در چکسلواکی کمونیست سابق می‌پردازد. . این رُمان به ده زبان ترجمه شد.